# Илия Коцарев
Илия Коцарев е български революционер, охридски войвода на Вътрешната македоно-одринска революционна организация, активист на Вътрешната македонска революционна организация и Българските акционни комитети, адвокат и общественик.

## Биография
По време на Илинденско-Преображенското въстание е районен войвода в Стружко. В 1914 година завършва право в Софийския университет. През 1926 г. е избран за член на окръжното ръководството на ВМРО в Битоля заедно с Кръстьо Франчев и Евгени Попсимеонов. След разгрома на кралска Югославия през 1941 г. застава начело на българския акционен комитет в Охрид. По късно е избран за кмет на града. Критикува дейността на комунистическите партизани между които е и неговият бивш стажант – адвокат Петре Пирузе. На съдебен процес в Охрид, през ноември 1941 г. български военен съд осъжда задочно Пирузе на смърт чрез обесване, но той е помилван и присъдата му е заменена със затвор вследствие на ходатайство от страна на Коцарев. Кметът организира през октомври 1944 г. спасяването на пленените от германците български войници. Така спасява от разрушение и Охрид благодарение на своя авторитет. С влизането си в града партизаните арестуват Коцарев въпреки протестите на гражданството. След това той е осъден от комунистическите власти на смърт. Присъдата му е заменена на 20 години затвор като сътрудник на окупаторите. Според Лазар Колишевски изпращането на няколко вагона жито и 1050 кг захар от Охридското братство в България е с цел не да подпомогне македонците, а да се измоли освобождаването на Коцарев от затвора. Отделно в София е създадена специална комисия, която да съдейства в полза на освобождаването му поради спасяването на българските войници. В затвора се разболява тежко и ослепява. Поради напредналата си възраст е освободен и умира в дома си малко след това.